# Carruthersia latifolia
Carruthersia latifolia är en oleanderväxtart som beskrevs av John Wynn Gillespie. Carruthersia latifolia ingår i släktet Carruthersia och familjen oleanderväxter. Inga underarter finns listade i Catalogue of Life.